# Apogonichthys ocellatus
Apogonichthys ocellatus е вид лъчеперка от семейство Apogonidae. Видът е незастрашен от изчезване.

## Разпространение и местообитание
Разпространен е в Австралия (Ашмор и Картие, Коралови острови и Куинсланд), Американска Самоа, Бруней, Вануату, Виетнам, Гуам, Индонезия, Кения, Кирибати, Кокосови острови, Коморски острови, Мавриций, Мадагаскар, Малайзия, Маршалови острови, Микронезия, Мозамбик, Науру, Ниуе, Нова Каледония, Остров Рождество, Острови Кук, Палау, Папуа Нова Гвинея, Параселски острови, Провинции в КНР, Реюнион, Самоа, Северни Мариански острови, Сейшели, Сингапур, Соломонови острови, Острови Спратли, Тайван, Танзания, Токелау, Тонга, Тувалу, Уолис и Футуна, Фиджи, Филипини, Френска Полинезия, Южна Африка и Япония (Рюкю).
Среща се на дълбочина от 0,3 до 10,7 m, при температура на водата от 25,3 до 29,3 °C и соленост 33,8 – 36,2 ‰.

## Описание
На дължина достигат до 6 cm.